# Globba platystachya
Globba platystachya är en enhjärtbladig växtart som beskrevs av John Gilbert Baker. Globba platystachya ingår i släktet Globba och familjen Zingiberaceae. Inga underarter finns listade i Catalogue of Life.